# Nossage-et-Bénévent
Nossage-et-Bénévent è un comune francese di 12 abitanti situato nel dipartimento delle Alte Alpi della regione della Provenza-Alpi-Costa Azzurra.

## Società

### Evoluzione demografica
Abitanti censiti